# Таш-Елга (Чекмагушевский район)
Таш-Елга́ (баш. Ташйылға) — деревня в Чекмагушевском районе Башкортостана. Входит в Резяповский сельсовет.

## Географическое положение
Расстояние до:
- районного центра (Чекмагуш): 35 км,
- центра сельсовета (Резяпово): 9 км,
- ближайшей ж/д станции (Буздяк): 95 км.

## Население
| 2002 | 2009 | 2010 |
| ---- | ---- | ---- |
| 6    | ↘1   | ↘0   |

Национальный состав
Согласно переписи 2002 года, преобладающая национальность — татары (83 %).